# Pseudoemperipolese
Als Pseudoemperipolese wird ein Phänomen bezeichnet, das in der Zellkultur zum Beispiel bei Co-Kultivierung adhärenter Stromazellen des Knochenmarks und lymphatischen Zellen auftritt. Im Gegensatz zur Emperipolese, bei der zum Beispiel lymphozytäre Zellen von anderen Zellen aufgenommen werden, kommt es bei der Pseudoemperipolese zu einer Migration von Lymphozyten zwischen bzw. unter die Stromazellen.